# Singapour Lions XII
Maillots
Le Singapour Lions XII (en chinois : 十二獅, et en tamoul : சிங்கப்பூர் லயன்ஸ் XII), plus couramment abrégé en Lions XII, est un ancien club singapourien de football fondé en 1921 et disparu en 2015, et basé à Singapour. 
Singapore Lions était le nom donné à une équipe composée de joueurs singapouriens, représentant la fédération de Singapour (FAS) lors des compétitions nationales organisées par la fédération de Malaisie, à la suite d'un accord entre les deux institutions.
L'équipe est distincte de la sélection nationale singapourienne, bien que ne pouvant qu’accueillir des joueurs singapouriens ou ayant au moins la nationalité singapourienne depuis sa reconstruction en 2011.
L'équipe est renommée Singapour Lions XII au moment de son retour au sein du championnat malais, après dix-huit ans d'absence.

## Histoire

### De la fondation aux années 1970
La Singapore Amateur Football Association s'engage en Coupe de Malaisie dès l'instauration de l'épreuve, en 1921. Pour cela, elle y inscrit une équipe, composée de joueurs singapouriens. Durant les années d'avant-guerre, Singapour et le club de Selangor vont être les équipes dominantes de la compétition. Ainsi, quinze des dix-neuf premières finales de la compétition sont disputées entre les deux formations. Singapour parvient même à atteindre chaque année la finale de l'épreuve jusqu'à son interruption, en 1941. Après la Seconde Guerre mondiale, la domination se poursuit mais c'est Selangor qui va prendre l'ascendant avec seize trophées entre 1949 et 1979, comparé aux huit victoires de Singapour durant la même période. L'effervescence au tour de la Coupe de Malaisie remplit le Stade national de Singapour pour chaque rencontre jouée à domicile par les Lions, le surnom donné à l'équipe à partir de cette époque.

### Les années 1980
En raison du changement dans la formule de la Coupe de Malaisie en 1982, toutes les équipes engagées doivent à présent, pour pouvoir participer à la phase finale, terminer parmi les huit premiers de la Semi-Pro League, au lieu d'entrer directement en lice en phase finale, comme c'était le cas auparavant. Les Lions ont participé à toutes les éditions de la Semi-Pro League depuis son inauguration. 
Durant cette période, Pahang, Kuala Lumpur, Kedah et Johor ont émergé comme concurrents sérieux, en plus de Selangor. De plus, les Lions n'arrivent plus à obtenir de bons résultats en Coupe ou en Semi-Pro League. L'équipe ne remporte qu'une seule fois la Ligue, en 1985, manquant à de nombreuses reprises la qualification pour la phase finale ou se faisant éliminer très tôt durant les matchs éliminatoires. Un autre facteur handicapant est la possibilité pour les autres clubs engagés de pouvoir enrôler les meilleurs éléments des Lions, tels que l'attaquant Fandi Ahmad ou le milieu de terrain Malek Awab pour rendre leurs équipes plus performantes encore.

### Les années 1990 et la mise en sommeil
L'émergence de plusieurs jeunes joueurs tels que Nasir, Haron, Tokijan, Samah et le partenariat efficace avec les recrues australiennes comme Abbas Saad ou Alistair Edwards permettent au club d'obtenir de bons résultats en Ligue ou en Coupe de Malaisie. Ainsi, les Lions terminent à la 2e place de la Semi-Pro League 1990 et atteignent la finale de la Coupe la même année.  
Les supporters espèrent des titres à la suite de ce doublé manqué mais l'impossibilité de conserver des joueurs tels que Samah, Saad ou Edwards va coûter cher. L'équipe rate la qualification pour la phase finale de la Coupe de Malaisie 1991 et doit lutter pour se maintenir en première division. Le pire est à venir avec la saison suivante une descente en Semi-Pro League 2 après une saison catastrophique (4 victoires seulement en 18 rencontres).
Cette relégation est un moment charnière dans l'existence du club avec un chamboulement complet de l'effectif durant l'intersaison 1992-1993. Beaucoup d'internationaux singapouriens (Saad, Ahmad, Awab, Jung, Sundram) ou les anciennes gloires (Saad et Edwards), qui jouaient toutes au sein de formations malaisiennes reviennent au club afin de tenter de le faire remonter immédiatement en Semi-Pro League 1 et de tenter l'avanture en Coupe (seuls les deux premiers de Semi-Pro League 2 se qualifient pour les quarts de finale). Cette équipe, vite surnommée la Dream Team remplit son premier objectif en terminant à la deuxième place de son championnat, derrière Selangor FA mais ne parvient pas à remporter la Coupe, atteignant tout de même la finale, battu par Kedah.
En dépit de cet échec aux portes du trophée, les Lions parviennent cette fois à rete,nir leurs meilleurs joueurs, mais aussi à recruter de jeunes talents, comme Steve Tan, Lee Man Hon ou Selvaraj pour les saisons à venir.
Avec un mélange dosé entre anciens joueurs et jeunes espoirs et sous la houlette de l'ancien joueur d'Aston Villa, le Néo-Zélandais Douglas Moore, l'équipe remporte la M-League 1994, l'année de sa remontée parmi l'élite et réussit même le doublé en s'imposant face à Pahang en finale de la Coupe de Malaisie. Le titre de champion est obtenu à la suite d'un long mano a mano avec Kedah, qui cède en toute fin de saison. En Coupe, c'est sur une large victoire sur le score de 4 buts à 0 au stade Shah Alam que Singapour Lions obtient son premier trophée depuis quatorze ans. Abbas Saad signe un triplé et Fandi Ahmad clôture le score.
Au sommet avec ce doublé, l'équipe est cependant retirée des compétitions malaisiennes par décision de la fédération singapourienne, à la suite d'un différend avec la fédération de Malaisie qui souhaite privilégier le développement du football local. L'une des conséquences directes de ce désaccord est que la majorité des internationaux singapouriens, membres des Lions, se retrouve sans club, ni compétition à disputer pendant un an. La Fédération choisit donc d'engager les Lions en Singapour League pour la saison 1995, le temps de mettre en place la nouvelle mouture du championnat, prévu en 1996. Sans surprise, Singapour Lions domine outrageusement la compétition, termine invaincu et remporte le titre de champion, qui reste malgré tout non officiel. Ce titre est le dernier du club, qui est mis en sommeil à partir de 1996.

### La renaissance en 2011
En 2011, la fédération de Singapour et son homologue malaisienne parviennent à un accord qui va permettre une plus grande coopération entre les deux nations. Ainsi, les Young Lions (composée de joueurs singapouriens de moins de 23 ans) vont participer à l'édition 2012 de la Super League malaisienne tandis que l'équipe de Harimau Muda A, composée d'espoirs malais, dispute le championnat de Singapour en 2011. C'est la première fois depuis 1994 et son doublé (Championnat et Coupe de Malaisie) qu'une formation de Singapour participe au championnat élite de Malaisie. Bien que les Lions soient composés à une large majorité de joueurs Espoirs (en partenariat avec l'équipe des Young Lions U-23, engagée en championnat singapourien depuis 2003), l'équipe a droit de compter dans son effectif 5 joueurs de plus de 23 ans ainsi que d'un quota de joueurs étrangers, fixé chaque saison par la fédération de Malaisie.
Lors de son inscription en Championnat de Malaisie, en 2012, l'équipe est rebaptisé Singapour Lions XII.

## Palmarès
| Compétitions malaisiennes | Compétitions singapouriennes                                       |                                                                |
| --- | ------------------------------------------------------------------ | -------------------------------------------------------------- |
| \| - Championnat de Malaisie (3) : - Champion : 1985, 1994 et 2013. - Vice-champion : 1986, 1988, 1990, 2012. - Coupe de Malaisie (24) : - Vainqueur : 1921, 1923, 1924, 1925, 1928, 1929, 1930, 1932, 1933, 1934, 1937, 1939, 1940, 1941, 1950, 1951, 1952, 1955, 1960, 1964, 1965, 1977, 1980 et 1994. \| \| - Coupe de la Fédération de Malaisie (1) : - Vainqueur : 2015. \| | - Championnat de Singapour (1) : - Champion : 1995 (non officiel). |                                                                |
| - Championnat de Malaisie (3) : - Champion : 1985, 1994 et 2013. - Vice-champion : 1986, 1988, 1990, 2012. - Coupe de Malaisie (24) : - Vainqueur : 1921, 1923, 1924, 1925, 1928, 1929, 1930, 1932, 1933, 1934, 1937, 1939, 1940, 1941, 1950, 1951, 1952, 1955, 1960, 1964, 1965, 1977, 1980 et 1994.                                                                            |                                                                    | - Coupe de la Fédération de Malaisie (1) : - Vainqueur : 2015. |

## Personnalités du club

### Présidents du club
- Visakan Subramanian

### Entraîneurs du club
- Razip Ismail
- Varadaraju Moorthy (5 décembre 2011 - 31 octobre 2013)
- Fandi Ahmad (30 novembre 2013 - 30 novembre 2015)

### Grands joueurs du club
- Abbas Saad
- Fandi Ahmad
- Malek Awab